# Radonice (okres Praha-východ)
Obec Radonice (německy Radonitz) se nachází v okrese Praha-východ, kraj Středočeský, v těsném sousedství severovýchodního okraje Prahy. Rozkládá se asi šestnáct kilometrů severovýchodně od centra Prahy a sedm kilometrů jihozápadně od města Brandýs nad Labem-Stará Boleslav. Žije zde přibližně 1 100 obyvatel.

## Historie
První písemná zmínka o obci pochází z roku 1397. V roce 1657 zde byla zřízena první poštovní stanice na trati z Prahy do Kladska.

### Územněsprávní začlenění
Dějiny územněsprávního začleňování zahrnují období od roku 1850 do současnosti. V chronologickém přehledu je uvedena územně administrativní příslušnost obce v roce, kdy ke změně došlo:
- 1850 země česká, kraj Praha, politický okres Karlín, soudní okres Brandýs nad Labem[5]
- 1855 země česká, kraj Praha, soudní okres Brandýs nad Labem[5]
- 1868 země česká, politický okres Karlín, soudní okres Brandýs nad Labem[5]
- 1908 země česká, politický i soudní okres Brandýs nad Labem[6]
- 1939 země česká, Oberlandrat Mělník, politický i soudní okres Brandýs nad Labem[7]
- 1942 země česká, Oberlandrat Praha, politický i soudní okres Brandýs nad Labem[8]
- 1945 země česká, správní i soudní okres Brandýs nad Labem[9]
- 1949 Pražský kraj, okres Brandýs nad Labem[10]
- 1960 Středočeský kraj, okres Praha-východ[11]

### Rok 1932
Ve vsi Radonice (758 obyvatel) byly v roce 1932 evidovány tyto živnosti a obchody: družstvo pro rozvod elektrické energie v Radonicích, 3 hostince, 2 kováři, obuvník, pekař, 2 řezníci, 4 obchody se smíšeným zbožím, trafika, 3 velkostatky, zahradník.

### Roky 2017 - současnost
V roce 2017 byl vytvořen obecním úřadem rodinný park "Amerika".
V roce 2019 se v obci nachází Restaurace "Radonická beseda", koloniál se smíšeným zbožím, zastřešená tenisová hala, zoopark Radonice, mateřská a základní škola, dětský klub Maxlík, kadeřnice, pedikúra. 

## Život v obci
Od roku 2010 je obecním úřadem vydáván místní zpravodaj s názvem Radonické listy

## Okolní obce
Radonice sousedí na severu s Jenštejnem, na východě s místní částí Dehtáry (Jenštejn) a se Svémyslicemi, na jihu s Horními Počernicemi a na západě s Vinoří.

## Doprava
Dopravní síť
- Pozemní komunikace – Obcí prochází silnice III. třídy. Ve vzdálenosti 2 km vede silnice II/610 Praha – Brandýs nad Labem – Stará Boleslav – Mladá Boleslav – Turnov.

Železnice – Železniční trať ani stanice na území obce nejsou.
Veřejná doprava
- Autobusová doprava – V obci mají zastávku příměstské autobusové linky 367 v trase Praha, Černý Most – Brandýs nad Labem – Stará Boleslav, žel.st. a linka 376 v trase Praha, Letňany – Brandýs nad Labem – Stará Boleslav, nádr. (obě linky dopravce ČSAD Střední Čechy, a. s.), vše s mnoha spoji.

## Další fotografie

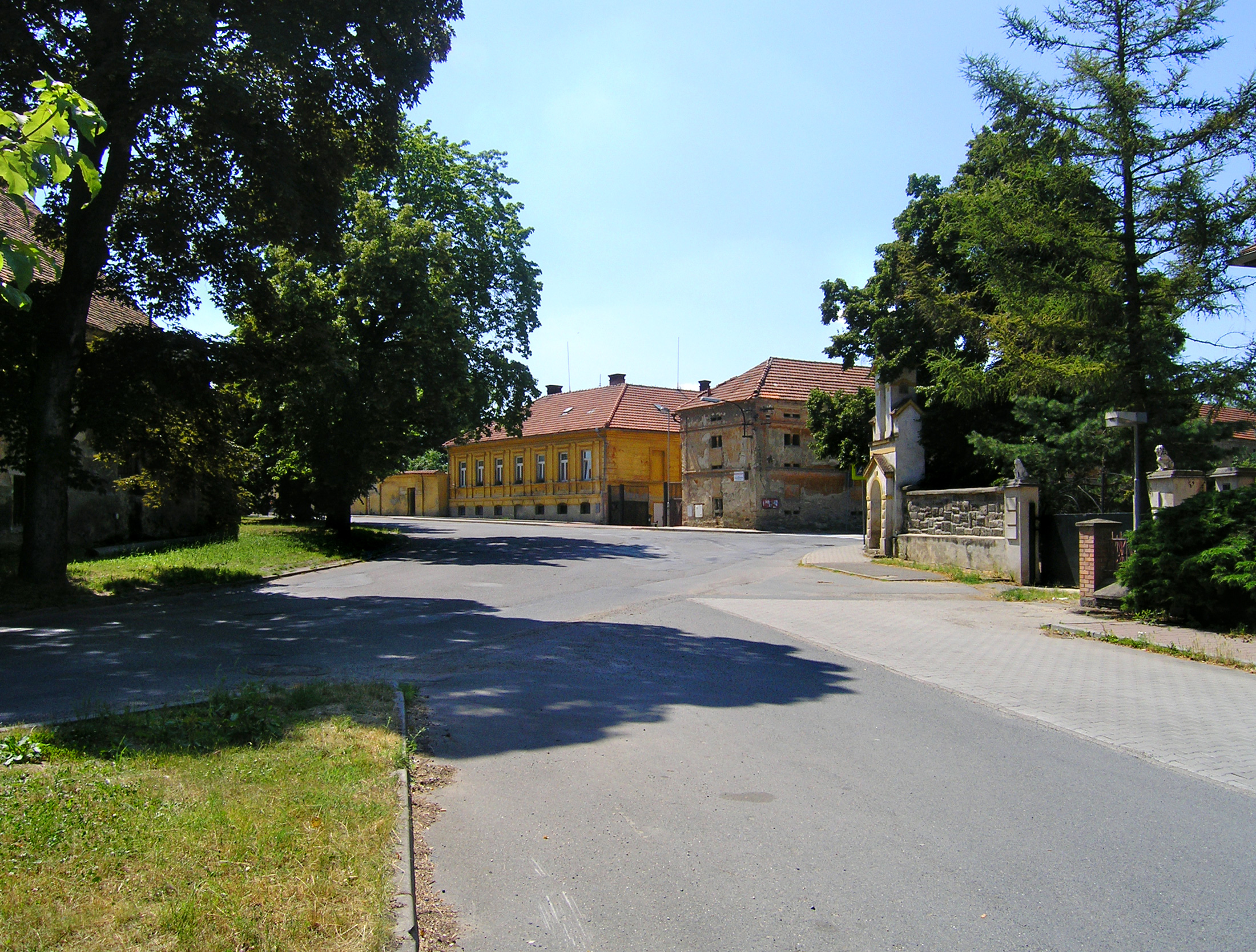
Náves
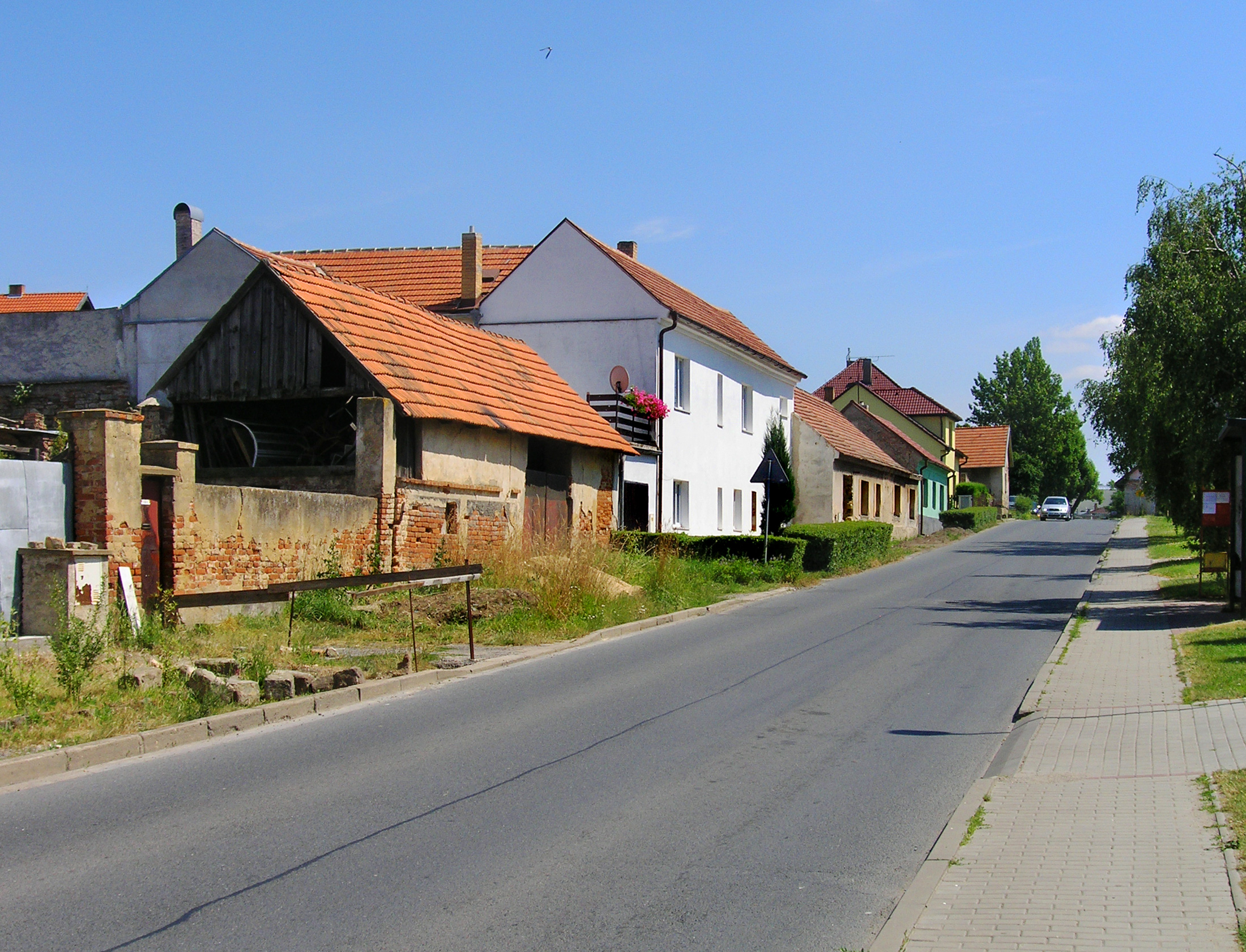
Ligasova ulice